# Jack Parsons
Jack Parsons, nome completo John Whiteside Parsons (2 ottobre 1914 – 17 giugno 1952), è stato un ingegnere statunitense, ricercatore nel campo della missilistica ed appassionato fin da piccolo di "riti magici".
Lavorò al California Institute of Technology e fu uno dei fondatori principali del Jet Propulsion Laboratory (JPL) e Aerojet Corporation. Inventò il propellente solido per razzi, rivoluzionando così la scienza missilistica.
È noto anche per essere stato uno dei primi seguaci americani di Aleister Crowley.

## Opere
- Freedom Is a Two-Edged Sword by John Whiteside Parsons, Edited by Marjorie Cameron and Hymenaeus Beta, ISBN 0-9726583-2-7 (on-line 1976 Edition Edited by C.R. Runyon)
- The Collected Writings of Jack Parsons: The Book of Babalon, The Book of Antichrist, and other writings" including:
- Three Essays on Freedom by John Whiteside Parsons (2008). With an Introduction by Hymenaeus Beta. The Teitan Press. ISBN 978-0-933429-11-6

o The Book of Babalon
o The Book of Antichrist
o The Birth of Babalon (poem)
o We are the Witchcraft
o The Woman Girt with a Sword
o Letters to Cameron
o The Manifesto of the AntiChrist

## Nei Media
La sua vita è narrata nella SerieTv "LORE, Antologia dell'Orrore" [S02Ep.06 "Il Diavolo & Il Divino"] per "Amazon Original".